# Волкодав. Знамение пути
«Волкода́в. Знаме́ние пути́» — фэнтези-роман российской писательницы Марии Семёновой. Был написан в 2003 году. Входит в серию романов «Волкодав», является продолжением действия книги «Волкодав. Право на поединок». Продолжаются приключения воина по прозвищу Волкодав, последнего выжившего представителя веннского рода Серых Псов.

## Сюжет
Действие данного романа происходит через три года после окончания романа «Волкодав. Право на поединок». Главный герой Волкодав продолжает обучать бойцов боевому искусству кан-киро в крепости Богов-Близнецов. Один из его учеников, по кличке Волк, достиг наивысшего успеха, чем все остальные ученики, в овладении этим искусством. От самого Волкодава Волк узнал, что его брат, бывший надсмотрщиком в Самоцветных горах, был убит Волкодавом. Волк решил отомстить Волкодаву за это. Достигнув успеха в кан-киро, Волк начинает духовно готовиться к решающему поединку. После момента прозрения он достигает духовной готовности к победе, но вместе с тем приходит осознание того, что его Наставник (Волкодав) ему не враг. В конце концов, Волкодав и Волк сходятся в поединке и Волк по воле случая побеждает, освобождая тем самым Волкодава от обязательств перед монахами крепости. Волкодав уходит из крепости, оставив Волка вместо себя Наставником кан-киро.
Вначале Волкодав хотел выяснить, удалось ли его другу Эвриху в одиночку исполнить обет, данный Тилорну — найти корабль Тилорна на Острове Спасения. С самого начала путь Волкодава должен был пролечь через земли племён итигулов, побратимом которых был Волкодав. Он должен был добраться домой к одному из них — итигулу по прозвищу Панкел Синий Лёд. После этого итигулы будут провожать его на протяжении всего отрезка пути. Волкодав получил письмо, которое следовало доставить Панкелу, и отправился в путь.
Во время пути Волкодав несколько раз встретил лицедея по имени Шамарган. Сначала возле городских ворот подал ему, переодетому в нищего, сребреник. Затем, посетив селение под названием Овечий Брод, наблюдал за тем, как Шамарган и его соратник хотели обманом получить от старейшины селения деньги. Однако последнее не удалось, и Волкодаву пришлось стать потенциальным защитником Шамаргана от жителей селения, желающих убить лицедея, после чего Шамарган сбежал. Затем лицедей посетил Овечий Брод в виде дряхлого старика, после чего дав жителям себя разоблачить и снова сбежав.
Ранее кровный враг Волкодава, кунс Винитар, встретился со жрецом Хономером, владельцем крепости, где три года жил Волкодав. Хономер пообещал Винитару, что устроит ему встречу с Волкодавом. С тех пор Хономер подмешивал в еду Волкодава яд, чтобы ослабить его. Однако на Волкодава яд слабо действовал: венн временами ощущал плохое самочувствие, но объяснял это обстановкой, в которой прожил три года. Этот же яд решил исход поединка Волкодава с Волком.
Придя во двор к Панкелу, Волкодав вновь встретился с Шамарганом. Венну дали миску простокваши, чтобы гость подкрепился с дороги в ожидании хозяина двора. В еду была подмешана критическая доза яда. Волкодав поел простокваши, и яд начал действовать. Венн потерял сознание, и его тело доставили Винитару. Очнулся Волкодав уже на корабле Винитара, который шёл на родину кунса. Во время плавания главным героям пришлось многое осмыслить. В конце концов, корабль успешно доплыл к месту назначения.
Параллельно с этим происходит другое сюжетное действие. Его главные герои — веннская девушка из рода Пятнистых Оленей, во время действия первой книги подарившая Волкодаву бусину (знак расположения жениха и невесты друг к другу), и кузнец Шаршава Щегол. Вопреки желанию родителей, Шаршава и Оленюшка не захотели стать супругами по некоторым причинам. Поэтому они ушли из своих родов, относясь с того момента друг к другу, как брат и сестра, и направились в род Зайцев, где жила возлюбленная Шаршавы. Там их приняли, как гостей. Однако, они там надолго остаться не смогли, и Оленюшка начала думать о том, куда лучше ей, Шаршаве и его невесте перебраться. Заканчивается действие советом одного мудрого человека: «за Челну, на кулижки».